# Дуйсенов, Дюсембай Тюлеубаевич
Дюсембай Тюлеубаевич Дуйсенов (каз. Дүйсенбай Төлеубайұлы Дүйсенов; род. 20 марта 1948 года) — казахстанский политический и партийный деятель, инженер, автор статей в республиканских газетах. С 1996 по 1997 года занимал должность Заместителя премьер-министра Казахстана. Какое-то время также был Министром энергетики.

## Биография
Дюсембай Дуйсенов родился 20 марта 1948 года.
Ко второй половине 1990-х годов, Дуйсенов был вторым секретарём ЦК Гражданской партии Казахстана.
В 2000-е года Дуйсенов, также как и его коллега в ТОО "Холдинг Кус-Жолы" Сергей Бондаренко и Еркин Уранхаев, фигурировал в скандальном деле о непостроенном ТЭЦ-3 в Восточно-Казахстанской области.
В списке состава политсовета XI съезда партии Нур Отан, опубликованной в июле 2007 года, Дуйсенов был одним из членов.
В 1993 году Дуйсенов стал членом-корреспондентом Инженерной академии Казахстана. С 1996 года по июня 1997 года занимал должность Заместителя премьер-министра Казахстана. После этого, какое-то время был также Министра энергетики.
После государственный службы Дуйсенов ушел в бизнес.